# Lutzelhouse
Lutzelhouse je občina v departmaju Bas-Rhin francoske regije Alzacija.
Leta 1990 je v občini živelo 1 257 oseb oz. 44 oseb/km².